# موزه زندان مالزی
موزه زندان مالزی (به انگلیسی: Malaysia Prison Museum) (مالایی: Muzium Penjara Malaysia) یک موزه زندان است که آیتم‌ها و اطلاعات دربارهٔ زندگی درون زندان را به نمایش می‌گذارد و در شهر ملاکا، ایالت ملاکا، مالزی قرار دارد. این موزه در روز ۲۰ نوامبر ۲۰۱۴، توسط محمد خلیل یعقوب، یانگ دی‌پرتوا نگری ملاکا افتتاح شد. ساختمان موزه، در ابتدا در سال ۱۸۶۰ توسط فرماندار کلنل کاوناگ به عنوان زندان اچ‌ام ساخته شد، این ساختمان قبل از اینکه به موزه تبدیل شود از سال ۱۹۶۴ به عنوان مدرسه دوم هنری گُرنی بندر هیلیر و از روز ۱۱ ژوپن ۱۹۹۰ به عنوان زندان بندر هیلیر شناخته می‌شد.